# Topotijdreis
Topotijdreis is een website met topografisch kaartmateriaal van Nederland. De kaarten en luchtfoto's zijn afkomstig uit de periode 1815-2015 en bestaan onder meer uit de Postroutekaart van 1810, de Algemene Kaart Nederland en Gemeentekaart, de Kraijenhoffkaart, de Topografische Militaire Kaart en de Bonnebladen.
De website is in 2015 gemaakt door het Kadaster in samenwerking met ESRI. Aanleiding was de viering van 200 jaar topografie in Nederland: in 1815 was namelijk het Topographisch Bureau opgericht, de voorloper van de Topografische Dienst, die in 2004 onderdeel werd van het Kadaster.